# Elgg
Elgg (zürichdeutsch [elkː]) ist eine politische Gemeinde im schweizerischen Kanton Zürich. Sie gehört zum Bezirk Winterthur. Elgg ist eines der sechs historischen Zürcher Landstädtchen.

## Wappen
Blasonierung:
In Rot ein silberner Balken, begleitet von drei schwarzen, goldgezungten Bärenköpfen mit goldenen Halsbändern (2, 1)

Historisches Luftbild von Walter Mittelholzer von 1920

Das 1388 erstmals nachgewiesene Gemeindewappen ist eines der ältesten im Kanton. Lediglich die Wappen von Winterthur (1276), Grüningen (1370), Rheinau (1374) und Zürich (1384) sind älter.

## Geographie
Elgg liegt im oberen Eulachtal, ungefähr zwölf Kilometer östlich von Winterthur, unmittelbar an der Grenze zum Kanton Thurgau.

## Geschichte
Vor Christi Geburt weisen archäologische Funde bei Quartier-Erschliessungsarbeiten auf der Breiti: 2 spätbronzezeitliche Urnengräber ohne Beigaben und 6 latènezeitliche, birnenförmige Gräber, 2 davon mit Kindern und zum Teil mit Steinen ausgelegten Grabsohlen. Die Gräber hatten exakte Ost-West-Ausrichtung und waren zusätzlich in einer 120 × 110 cm messenden Grube angelegt. Als Beigaben fanden sich eher ärmliche, z. T. vorgängig zerschlagene Keramikgefässe. Bei den Überresten einer weiblichen Toten fand sich eine einzige Potinmünze. Bei den Fundfragmenten unter den Belegen der Brandbestattungen waren auch metallene Trachtenbestandteile.
Der Name «Elgg» wurde erstmals im Jahre 760 schriftlich als Ailaghoga (761/67: Ailihccaugia) in der Urkunde einer Schenkung an das Kloster St. Gallen erwähnt. 1371 verlieh der Habsburger Herzog Leopold III. dem Ort das Stadtrecht. 1442 kaufte Herdegen von Hinwil Schloss und Herrschaft Elgg; dessen Familie bestimmte während der folgenden 130 Jahre die Geschicke der Gemeinde, wobei den Bürgern gewisse Rechte wie die Wahl von drei Ratsherren zugestanden wurden. Im Jahre 1512 erhielt die Herrschaft von Papst Julius II. eigens ein wertvolles «Juliusbanner» für die 1508–1510 im «Grossen Pavierzug» geleisteten Dienste zur Vertreibung der Franzosen.
Nach verschiedenen weiteren Besitzerwechseln kaufte 1712 Generalmajor Hans Felix Werdmüller vom damaligen Besitzer Herkules von Salis-Marschlins die Gerichtsherrschaft Elgg. Die Familie Werdmüller besitzt das Schloss Elgg – seit 1715 als Fideikommiss der «Werdmüller von Elgg» – heute noch. Im Zuge der Helvetischen Revolution 1798 verzichteten die Werdmüllers auf sämtliche gerichtsherrschaftlichen Rechte, und Elgg gehört seither zum Kanton Zürich. In der damaligen Helvetischen Republik wurde Elgg als eine sogenannte Munizipalgemeinde, bestehend aus der politischen Gemeinde Elgg und der Zivilgemeinde Elgg, konstituiert. Nach mehreren Anläufen wurde 1990 die Zivilgemeinde abgeschafft.
1876 zerstörte ein Grossbrand das halbe Städtchen (42 Wohnhäuser, 47 Ökonomiegebäude etc.), welches anschliessend wieder aufgebaut wurde.
Am 15. Januar 2017 entschieden die Stimmbürger in Hofstetten und Elgg, dass die bisher eigenständige politische Gemeinde Hofstetten ab 2018 Teil der Gemeinde Elgg wird.

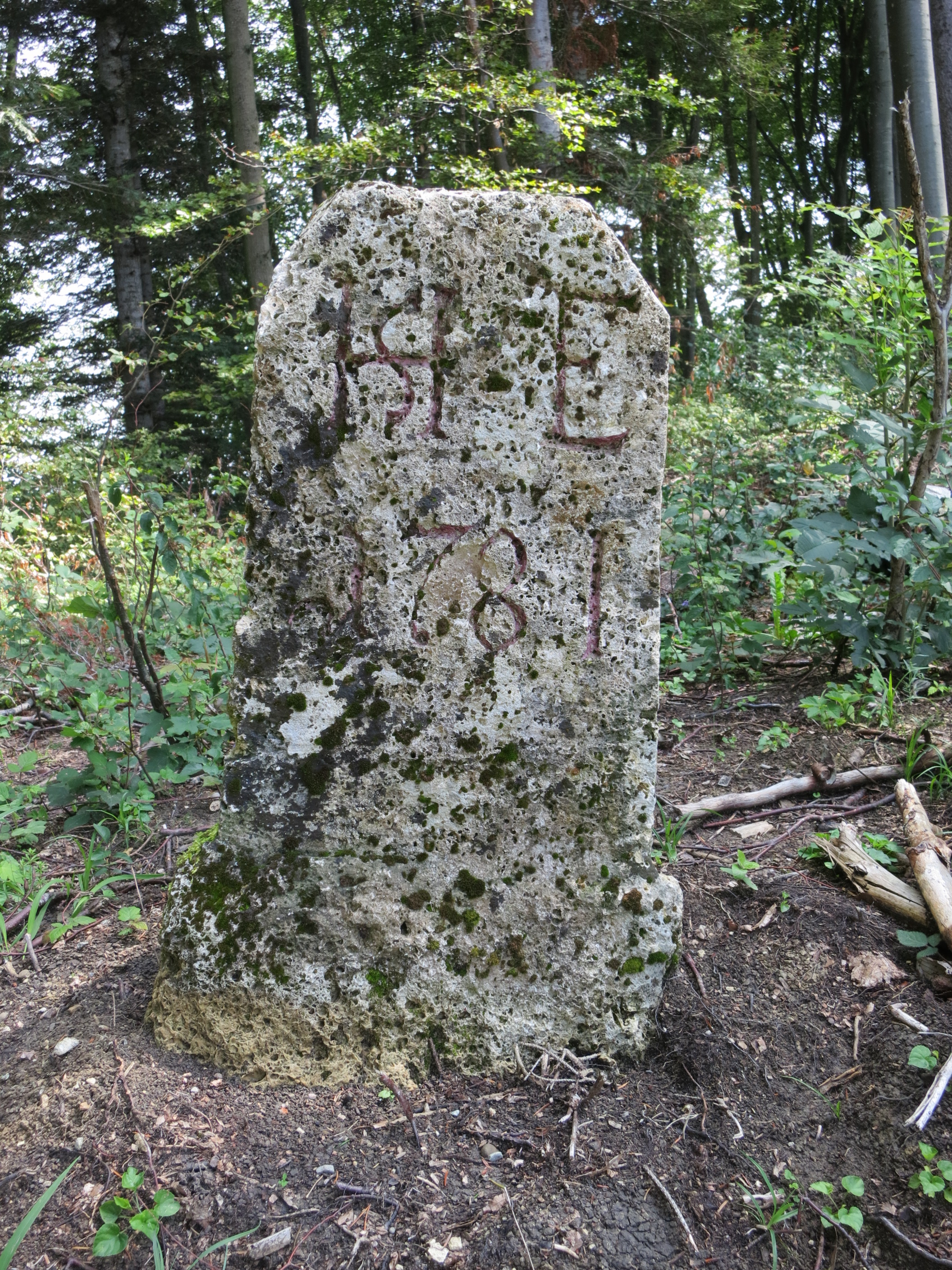
Grenzstein mit Hofstetten 1781

## Bevölkerung
| Jahr | Einwohner |
| ---- | --------- |
| 1634 | 1018      |
| 1792 | 2103      |
| 1836 | 1038      |
| 1850 | 1182      |
| 1900 | 1420      |
| 1950 | 2184      |
| 2000 | 3980      |
| 2005 | 4116      |
| 2010 | 4369      |
| 2015 | 4690      |
| 2020 | 4951      |
| 2022 | 5069      |

## Politik

### Gemeinderat
Der Gemeinderat, die Exekutive der Gemeinde, setzt sich aus 4 Vertretern und 3 Vertreterinnen der folgenden Parteien zusammen (Stand 2023): SVP (darunter Gemeindepräsidentin Ruth Büchi-Vögeli): 3, Lokalpartei «soso.elgg»: 1, FDP: 1, SP: 1, Handwerker- und Gewerbeverein Elgg (HGV): 1.

### Wähleranteile an den Parlamentswahlen
Bei den Nationalratswahlen 2023 betrugen die Wähleranteile in Elgg: SVP 35,36 % (−1,51), SP 14,77 % (+1,12), glp 14,73 % (+1,15), FDP 8,35 % (−2,94), Mitte 7,86 % (+2,89), Grüne 6,96 % (−3,32), EVP 4,30 % (−1,49), EDU 1,99 (−0,26).

### Städtepartnerschaft
Mit der Großen Kreisstadt Aue-Bad Schlema im sächsischen Erzgebirge besteht eine Städtepartnerschaft.

## Verkehr
Elgg wird im Stundentakt durch die S 35 Winterthur – Wil der S-Bahn Zürich, welche von der Thurbo-Regionalbahn betrieben wird, bedient. Seit Dezember 2018 bedient neu auch im Stundentakt, im Rahmen der 4. Teilergänzungen der Zürcher S-Bahn, die Linie S 12 Brugg – Altstetten – Zürich HB – Stettbach – Winterthur – Schaffhausen/Wil  und im Nachtnetz am Wochenende die SN21 Winterthur – Wil – St. Gallen  den Bahnhof Elgg. Ab diesem verkehren mehrere Postautolinien:
680 Elgg – Hofstetten ZH – Schlatt ZH – Elsau – Winterthur
681 Elgg, Bahnhof – Elgg, Dorf – Hagenbuch ZH
682 Elgg – Hofstetten ZH – Oberschlatt – Girenbad (fährt nur an Wochenenden)
Die Autobahnanschlüsse Matzingen, Oberwinterthur und Attikon an den Autobahnen A1 und A7 sind innert weniger Minuten zu erreichen.

## Kirchen
In Elgg gibt es zwei Kirchen:
- Die reformierte Kirche Elgg, ursprünglich St. Georg, wurde von 1508 bis 1514 erbaut und besitzt wegen ihrer Wandmalereien überregionale Bedeutung.[16]
- Die katholische Kirche St. Georg stammt aus dem Jahr 1982 und besitzt moderne Kunstwerke u. a. von Willi Buck (1911–1997), Christof Zünd (1936–2012) und José de Nève (1933–2019).

## Kunst und Kultur

### Sehenswürdigkeiten

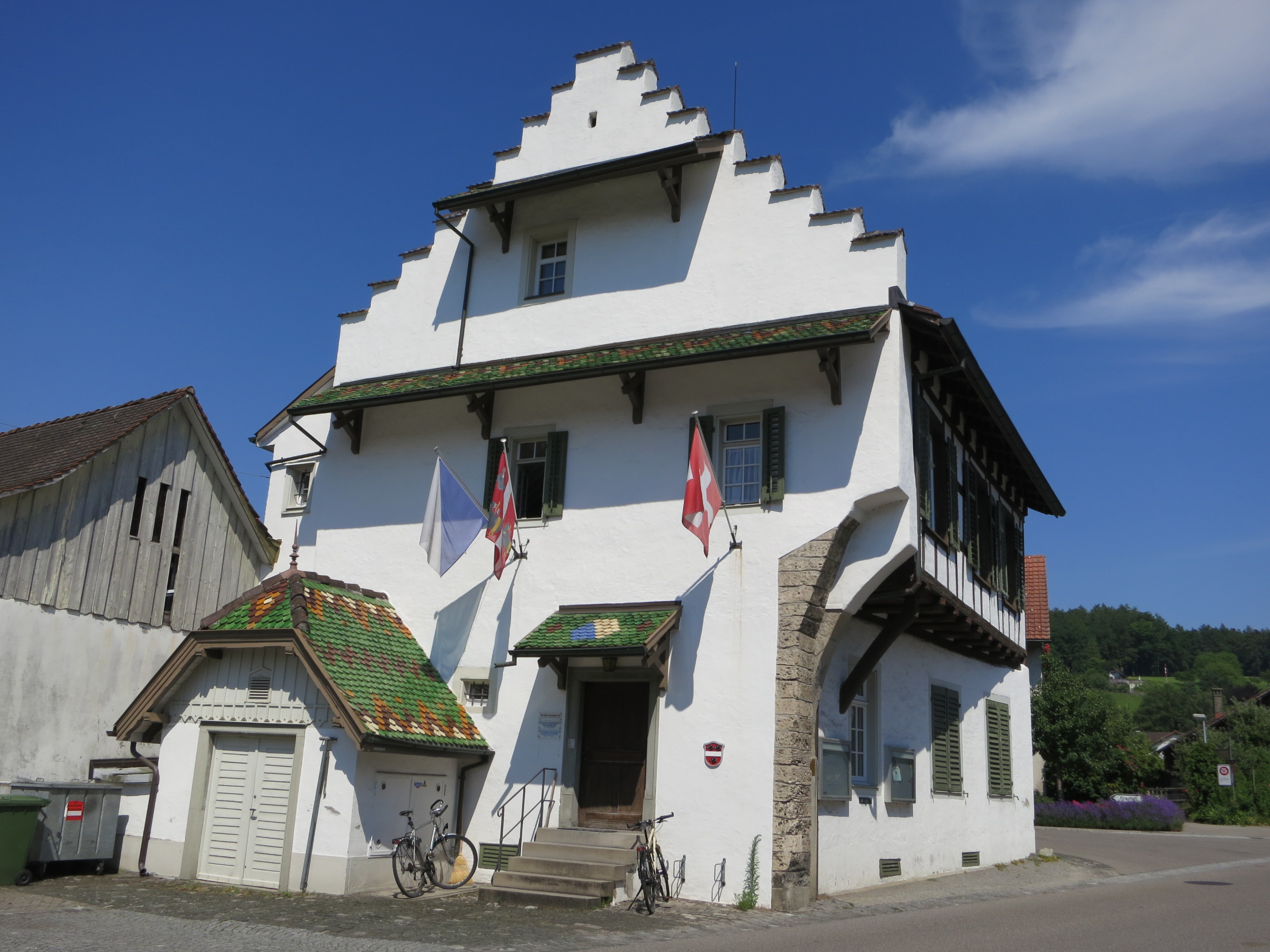
Altes Schützenhaus von 1638, rechts ist der Bogenansatz des einstigen Obertors erhalten, eines der drei Tore der Stadtbefestigung

Sehenswert ist der Dorfkern, der vier Hauptgassen mit Riegelhäusern und den Lindenplatz umfasst. Dort steht auch das bedeutendste Bauwerk des Zürcher Landstädtchens, die 2003/2004 renovierte, mit bedeutenden Wandmalereien geschmückte spätgotische Kirche von 1516, deren Anfänge auf das 8./9. Jahrhundert zurückgehen. Das über dem Flecken thronende Schloss Elgg geht auf eine Burg aus dem 12. Jahrhundert zurück und gehört seit Jahrhunderten der privaten Familienstiftung der «Werdmüller von Elgg».
Ein Museum in einer der alten Weintrotten am Humberg präsentiert altes Handwerk, das im Städtchen Tradition hatte, wie die Kammmacherei, die Zinngiesserei und den Ofenbau.

### Brauchtum
Die Einwohner pflegen jedes Jahr am Aschermittwoch den historischen Brauch des «Äschli». Das ist ein Umzug von schulpflichtigen Knaben in historischen Gewändern, der an die einstigen militärischen Musterungen erinnert und erstmals Anfang des 16. Jahrhunderts gefeiert wurde. Ähnliche Bräuche, genannt Umezug, leben noch im Zürcher Oberland in den Gemeinden Fischenthal und Wald.
Ebenfalls seit Jahrhunderten wird jährlich Anfang Sommer der sogenannte «Waldumgang» durchgeführt. Jeweils am Freitag vor dem 6. Dezember findet der alljährliche Klausmarkt statt. Von April bis Anfang Dezember ist jeden Samstag Markttag mit Frischprodukten, welche zum grössten Teil aus Elgg und der Umgebung stammen.

## Sport
Der 1922 gegründete FC Elgg spielte in den Saisons 1995–1997 in der 2. Liga (damals vierthöchste Schweizer Liga). Seit der Saison 2015 spielt die 1. Mannschaft in der 3. Liga.
In den höheren Ligen ist hingegen der Faustballverein FB Elgg bzw. seit 2010 die Spielgemeinschaft «Elgg-Ettenhausen» unterwegs, die in der Nationalliga A spielt.
Der Unihockeyclub Elgg (UHC Elgg) spielt derzeit (2023) in der 1. Liga.
Des Weiteren gibt es im Dorf einen Turnverein, einen Damenturnverein, einen Tennisclub, einen Reitverein, einen Schützenverein, einen Unihockeyclub und weitere Sportvereine.

## Persönlichkeiten
- Heinrich Schweizer-Sidler (1815–1894), klassischer Philologe und Hochschullehrer
- Johann Jakob Spiller (1823–1894), Richter und liberal-konservativer Politiker